# Bergasillas Bajera
Bergasillas Bajera est une commune de la communauté autonome de La Rioja, en Espagne.

## Démographie
| 1900 | 1910 | 1920 | 1930 | 1940 | 1950 | 1960 | 1970 | 1981 |
| ---- | ---- | ---- | ---- | ---- | ---- | ---- | ---- | ---- |
| 257  | 263  | 239  | 247  | 194  | 202  | 189  | 86   | 29   |

| 1991 | 2001 | 2011 | - | - | - | - | - | - |
| ---- | ---- | ---- | - | - | - | - | - | - |
| 31   | 29   | 35   | - | - | - | - | - | - |

## Administration

### Conseil municipal
La ville de Bergasillas Bajera comptait 37 habitants aux élections municipales du 26 mai 2019. Son conseil municipal (en espagnol : Pleno del Ayuntamiento) se compose donc de 3 élus.
| Parti | Parti                                    | Voix | %       | Élus  |
| ----- | ---------------------------------------- | ---- | ------- | ----- |
|       | Parti populaire (PP)                     | 16   | 69,57 % | 3 / 3 |
|       | Parti socialiste ouvrier espagnol (PSOE) | 6    | 26,09 % | 0 / 3 |
|       | Partido Riojano (PR+)                    | 1    | 4,35 %  | 0 / 3 |

### Liste des maires
| Mandat    | Maire | Maire              | Parti |
| --------- | ----- | ------------------ | ----- |
| 2007-2011 |       | ?                  | PP    |
| 2011-2015 |       | Daniel Herce Herce | PP    |
| 2015-2019 |       | Daniel Herce Herce | PP    |
| 2019-2023 |       | Daniel Herce Herce | PP    |